# Bombardowanie Kure (1945)
Bombardowanie Kure − akcja bojowa amerykańskiego lotnictwa morskiego przeprowadzona w ostatnich dniach lipca 1945 roku, która doprowadziła do zatopienia prawie wszystkich istniejących jeszcze wielkich okrętów Japońskiej Marynarki Wojennej (IJN). Lotnictwo 3 Floty US Navy zaatakowało w dniach 24, 25 i 28 lipca port i okolice bazy morskiej Kure, zatapiając lotniskowiec, trzy pancerniki, pięć krążowników i kilka mniejszych okrętów. W tym samym czasie samoloty Brytyjskiej Floty Pacyfiku (BPF) uderzyły na inne cele na obszarze Morza Wewnętrznego Seto i zatopiły dwa okręty eskortowe typu „D” oraz kilka mniejszych jednostek, a nadto uszkodziły lotniskowiec eskortowy.

## Tło wydarzeń
W lipcu 1945 roku większość zdolnych jeszcze do walki okrętów IJN skoncentrowano w pobliżu głównej bazy morskiej w Kure na wyspie Honsiu. Okręty zostały z braku paliwa unieruchomione i były używane jedynie w charakterze stacjonarnych baterii przeciwlotniczych. Admirał John McCain, dowódca szybkiej grupy uderzeniowej lotniskowców, był zdecydowanie przeciwny atakowaniu Kure, bowiem tak on jak i jego sztabowcy uważali, że stacjonujące tam okręty stanowią niewielkie zagrożenie dla dalszych operacji.
W swych wspomnieniach admirał William Halsey przedstawił cztery powody, dla których zdecydował się na bombardowanie Kure mimo obiekcji McCaina. Po pierwsze uważał, że taki atak podniesie morale Amerykanów i będzie odwetem za atak na Pearl Harbor w grudniu 1941 roku; po drugie chciał być pewny, że siły japońskie nie zakłócą planowanej inwazji sowieckiej na Hokkaido; po trzecie chciał zapobiec możliwości użycia tej floty jako elementu przetargowego w negocjacjach pokojowych; po czwarte wreszcie – i najważniejsze – że przeprowadzenie takiej akcji nakazał mu przełożony, admirał floty Chester Nimitz.
W planowanych atakach na różne cele miały wziąć udział amerykańska 47 Grupa Uderzeniowa (TF 47) i brytyjska 37 Grupa Uderzeniowa (TF 37).  TF 37 tworzyły lotniskowce HMS Formidable, Indefatigable i Victorious, ale TF 37 – mimo że działała jako jedna z grup uderzeniowych sił amerykańskich – została z planu ataku na Kure wyłączona. Amerykanom chodziło o to, by Brytyjczycy nie mogli twierdzić później, że brali udział w zniszczeniu floty japońskiej. W zamian BPF została wykorzystana do bombardowania lotnisk i portu w Osace.
W roku 1945 Kure było celem kilku wcześniejszych ataków, głównie przy użyciu ciężkich bombowców B-29 USAAF. 5 maja zniszczone zostały zakłady przemysłu lotniczego Hiro, 30 marca i 5 maja zaminowano redę i podejścia do portu, a 1 lipca − w wyniku potężnego nalotu − zniszczeniu uległo 40 procent zabudowy miejskiej.

## Atak

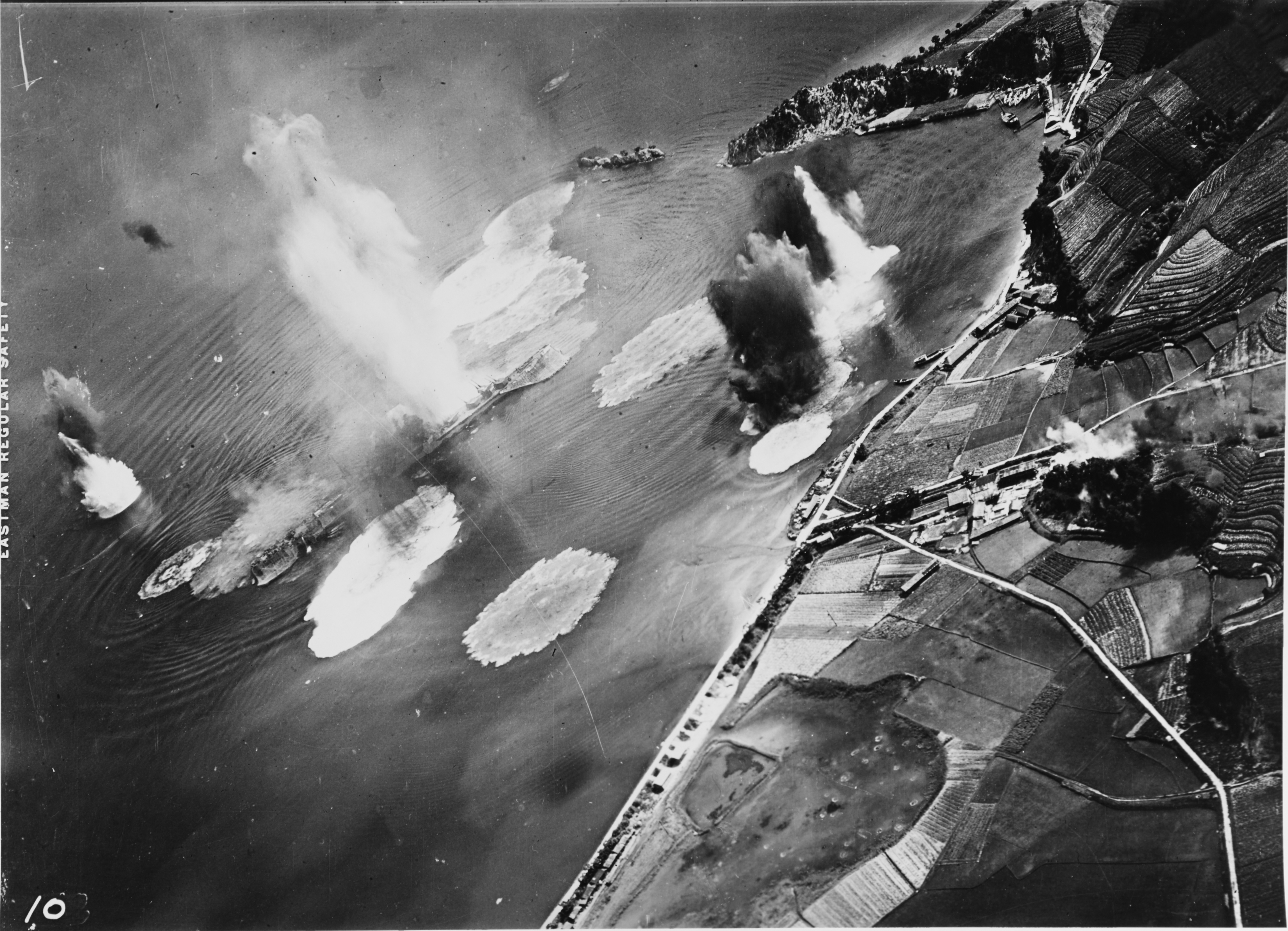
Krążownik ciężki Tone pod bombami

3 Flota zaczęła bombardować Kure 24 lipca. Samoloty z lotniskowców amerykańskich wykonały tego dnia 1747 lotów bojowych. Ich skutkiem było zatopienie lotniskowca Amagi i krążownika „Ōyodo”, w tym czasie okrętu flagowego połączonej floty japońskiej. Pancerniko-lotniskowce Hyūga i Ise, pancernik Haruna, ciężkie krążowniki Tone i Aoba, jak również stare krążowniki szkolne Iwate i Izumo doznały ciężkich uszkodzeń i zostały osadzone na płyciźnie. Płytkie wody akwenu portowego uniemożliwiały użycie w ataku torped. Samoloty amerykańskie, które ponosiły znaczne straty w ogniu baterii dział przeciwlotniczych przeciwnika, próbowały zminimalizować zagrożenie zrzucając bomby z wyższego pułapu, co odbiło się na celności.
Bombardowanie celów wokół Osaki i na wodach Morza Wewnętrznego przez samoloty Brytyjskiej Floty Pacyfiku doprowadziło do poważnego uszkodzenia lotniskowca eskortowego Kaiyō i zatopienia dwóch okrętów eskortowych typu D przy stracie 4 maszyn własnych.
25 lipca prowadzono operacje na ograniczoną skalę z uwagi na złą pogodę (zachmurzenie), a część samolotów atakowała cele naziemne. Grupa TF 38 następnie wycofała się na wschód celem uzupełnienia zapasów.
Samoloty amerykańskie ponownie zaatakowały Kure 28 lipca, dokonując dalszych zniszczeń pancerniko-lotniskowca Ise, pancernika Haruna i krążownika ciężkiego Aoba. Zbombardowane zostały także lotniskowiec Katsuragi, który uniknął większych uszkodzeń podczas poprzednich rajdów, jak również nie użytkowany lotniskowiec lekki Ryūhō, przy czym na Katsuragi odnotowano ciężkie zniszczenia. Te ataki powietrzne były jednymi z najpotężniejszych uderzeń US Navy w ciągu całej wojny, były też najbardziej niszczycielskimi w odniesieniu do żeglugi.
Także USAAF przeprowadziło 28 lipca bombardowania okrętów japońskich w Kure. Rajdu dokonało 79 bombowców B-24 Liberator z baz na Okinawie. Cztery bomby trafiły osadzony na mieliźnie krążownik Aoba i spowodowały dalsze uszkodzenia okrętu i oderwanie rufy. Rajd przyniósł stratę dwóch zestrzelonych B-24, podczas gdy czternaście innych doznało uszkodzeń.
Alianci stracili ogółem (w boju lub na skutek wypadków) 133 samoloty i 102 członków ich załóg. Straty te były wyższe niż jakiekolwiek inne poniesione przez 3 Flotę w operacjach bojowych, a ich główną przyczyną był wyjątkowo gęsty ogień przeciwlotniczy wokół Kure. Według jednak nowszych publikacji, zespół TF 38 stracił 103 samoloty i 80 lotników zabitych lub zaginionych, w tym 39 lotników 24 lipca, 1 – 25 lipca i 40 – 28 lipca. Zrzucono pierwszego dnia 559 ton bomb, drugiego 185 ton, a trzeciego 605 ton, ponadto ogółem 4919 rakiet niekierowanych.

## Rezultaty

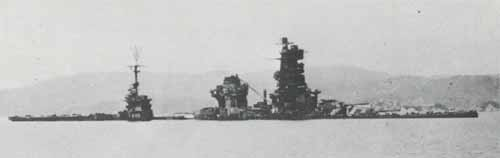
Hyūga zatopiony na płyciźnie

Alianckie bombardowania Kure i Morza Wewnętrznego spowodowały, że stacjonujący w bazie Yokosuka pancernik Nagato okazał się jedynym dużym okrętem japońskim, który nieuszkodzony przetrwał wojnę. Zniszczenie pancerników, lotniskowców i krążowników ciężkich w Kure stanowiło − zdaniem brytyjskiego historyka Stephena Roskilla − rewanż za straty poniesione przez Stany Zjednoczone w Pearl Harbor. Pozwoliło także sowieckiej Flocie Oceanu Spokojnego operować bez przeszkód na wodach wokół Sachalinu i Wysp Kurylskich.